# Berendsen (virksomhed)
Sophus Berendsen er grundlagt i 1854 af grosserer Sophus Berendsen som et glas- og stålagentur, men omkring 1900 skiftede man retning og koncentrerede sig om servicesektoren. I 1897, efter sønnen Albert Berendsens uventede død, blev det et aktieselskab. I 1904 blev det danske RATIN-selskab grundlagt; det havde speciale i skadedyrsbekæmpelse. I 1927 kunne man etablere en britisk aflægger af ’’’RATIN’’’ (senere Rentokil Initial plc). Firmaet er siden 2017 ejet af det franske firma Elis.

## Historie
I 1912 blev andre tekniske produkter tilføjet til sortimentet, herunder apparater til jernbane, marine og navigation.
Sophus Berendsen A/S børsnoterede i 1969 Rentokil plc på London Stock Exchange, oprettede forretningsområdet Textil Service i 1973 og blev samme år børsnoteret på Københavns Fondsbørs.
I 1991 blev Electrolux Professional ABs (en producent af udstyr til storkøkkener og madudbringning og et datterselskab af Electrolux ) afdelinger i Sverige og Holland opkøbt, hvorved en markedsledende position blev opnået i Sverige og Holland.
I 1994 købte Sophus Berendsen ISS Linnedservice fra ISS, som fordoblede tekstilservice aktiviteterne i Danmark og dermed blev man markedsledende.
Herefter var Sophus Berendsen et konglomerat med tre ben; Textil Service (salg og vask af linned til erhvervsvirksomheder, sygehuse, hoteller mv.), Power & Motion Control (hydrauliske produkter) samt Components (elektronik og data) udover ejerskabet af aktierne i Rentokil Initial plc.
Efter Rentokil plc i 1996 havde overtaget det væsentlig større BET plc, blev det besluttet i 1997 at gennemføre et aktiesplit i Sophus Berendsen A/S aktier og Ratin A/S, hvor sidstnævnte alene ejede aktierne i Rentokil plc.
Siden 1998 har firmaet fokuseret udelukkende på tekstilservice. Berendsen Components blev solgt fra i 1998 og Berendsen Power & Motion Control i 2000.
I 2002 blev Sophus Berendsen udsat for et overtagelsesforsøg fra ISS
Men Davis Service Group plc (i 2011 skiftet navn til Berendsen plc) endte med at overtage Sophus Berendsen.
Efterfølgende er Berendsen gået ind i Finland i 2005 og har etableret sig i Estland, Letland, Litauen og Tjekkiet i 2008.
I 2010 solgte ISS sin måtteservice i Sverige og Norge
og i 2011 sin washroom service i Danmark, Sverige og Norge til Berendsen.
Det afnoterede Sophus Berendsen A/S blev herefter et holding- og managementselskab for Berendsen plc’s aktiviteter i Kontinentaleuropa.
I 2017 blev Berendsen Group (altså tidligere Davis Service Group) opkøbt af det franske firma Elis, som arbejder indenfor samme område.
Koncernhovedsædet lå tidligere på Berendsen Alle 1, i Søborg, på grunden hvor det gamle Dehnfix vaskeri ligger og hvor Poul Henningsen i 1936 havde opført N.L. Dehn's Dampvaskeri. Bygningen er i dag hovedsæde for PET.

## Direktion
Denne liste er ufuldstændig; hjælp gerne med at udfylde den.
- 1854-1884: Sophus Berendsen
- 1884-1897: Albert Berendsen
- 1897-1941: Ludvig Elsass (tvunget til at gå af værnemagten)
- 1941-1945: Alfred Kruse (1890-?) og Arthur K. Petersen (1890-?)
- 1945-1959: Ludvig Elsass (igen, døde i embedet)
- 1945-1975: Adam Elsass ( adm direktør fra 1954)
- 1971-1982: Steen Langebæk (adm. direktør fra 1975)
- 1977-1999: Hans Werdelin (adm. direktør fra 1982)
- 1999-2002: Henrik Brandt (adm. direktør)
- 2005-2007: Christer Ström
- 2017 - i dag : Henrik Luxhøj (adm. direktør)